# Вибо 8
Вибо 8 (фр. Wibault 8) је француски ловачки авион. Први лет авиона је извршен 1926. године. 

Пошто летне особине нису надмашивале ранији модел Вибо 7 који је већ био у наоружању, интерес РВ је изостао.
Највећа брзина у хоризонталном лету је износила 240 km/h. Размах крила је био 10,7 метара, а дужина 8,95 метара. Био је наоружан са два 7,7 mm митраљеза.

## Наоружање
| Наоружање авиона: Вибо 8       |     |
| Ватрено (стрељачко) наоружање  |     |
| Топ                            |     |
| Митраљез                       |     |
| Број и ознака митраљеза        | 2   |
| Калибар                        | 7,7 |
| Бомбардерско наоружање (бомбе) |     |
| Ракетно наоружање (ракете)     |     |